# Klotlusern
Klotlusern (Medicago murex) är en ärtväxtart som beskrevs av Carl Ludwig von Willdenow. Enligt Catalogue of Life ingår Klotlusern i släktet luserner och familjen ärtväxter, men enligt Dyntaxa är tillhörigheten istället släktet luserner och familjen ärtväxter. Arten förekommer tillfälligt i Sverige, men reproducerar sig inte. Inga underarter finns listade i Catalogue of Life.